# Vanājem
Vanājem (persiska: وَناجان, Vanājān, وناجم) är en ort i Iran.   Den ligger i provinsen Mazandaran, i den norra delen av landet, 190 km öster om huvudstaden Teheran. Vanājem ligger 862 meter över havet och antalet invånare är 133.
Terrängen runt Vanājem är huvudsakligen kuperad, men åt sydost är den bergig. Terrängen runt Vanājem sluttar västerut. Runt Vanājem är det ganska tätbefolkat, med 111 invånare per kvadratkilometer. Närmaste större samhälle är Kīāsar, 18,2 km sydost om Vanājem. I omgivningarna runt Vanājem växer i huvudsak blandskog.